# 1055 هـ
1055 هـ هي سنة في التقويم الهجري امتدت مقابلةً في التقويم الميلادي بين سنتي 1645 و1646.

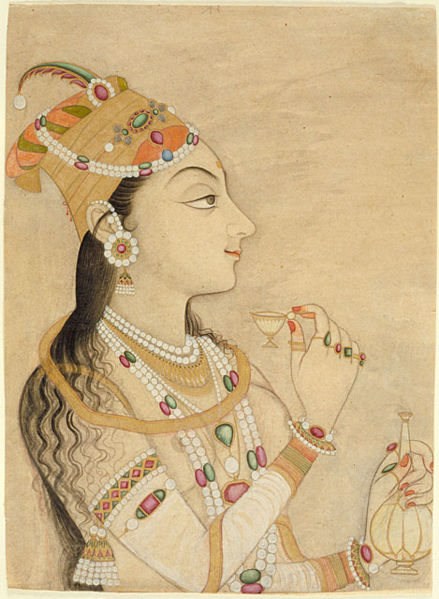
نور جهان

## مواليد
- ابن شاشة
- محمد بن عبد الباقي الزرقاني

## وفيات
- نور جهان